# Jari Isometsä
Jari Olavi Isometsä (ur. 11 września 1968 w Alatornio) – fiński biegacz narciarski, trzykrotny medalista olimpijski i czterokrotny medalista mistrzostw świata, reprezentant klubu Alatornion Pirkat.

## Kariera
Jego olimpijskim debiutem były igrzyska w Albertville. Wraz z Miką Kuusisto, Harrim Kirvesniemim i Jarim Räsänenem zdobył tam brązowy medal w sztafecie 4 × 10 km. Indywidualnie najlepszy wynik osiągnął w biegu pościgowym, w którym zajął 12. miejsce. Na igrzyskach olimpijskich w Lillehammer fińska sztafeta, w której biegł także Isometsä, powtórzyła wynik z Albertville zdobywając brązowy medal. Jari był także między innymi szósty w biegu na 30 km techniką dowolną. Także podczas igrzysk olimpijskich w Nagano Finowie w składzie: Harri Kirvesniemi, Mika Myllylä, Sami Repo i Jari Isometsä wywalczyli, po raz trzeci z rzędu, brązowy medal w sztafecie 4 × 10 km. Na tych samych igrzyskach Isometsä osiągnął swój najlepszy indywidualny wynik olimpijski zajmując czwarte miejsce na dystansie 30 km techniką klasyczną. Na późniejszych igrzyskach już nie startował.
W 1989 r. zadebiutował na mistrzostwach świata biorąc udział w mistrzostwach w Val di Fiemme. Zdobył tam razem z Kuusisto, Kirvesniemim i Räsänenem brązowy medal w sztafecie 4 × 10 km. Na mistrzostwach świata w Falun nie zdobył medalu. Indywidualnie jego najlepszym wynikiem było 13. miejsce w biegu pościgowym, a sztafeta fińska zajęła czwarte miejsce. Mistrzostwa świata w Thunder Bay były najlepszymi w jego karierze. Zdobył brązowy medal w biegu pościgowym ulegając jedynie zwycięzcy Władimirowi Smirnowowi z Kazachstanu i drugiemu na mecie Włochowi Silvio Faunerowi. Ponadto wspólnie z kolegami wywalczył srebrny medal w sztafecie. Podczas mistrzostw świata w Trondheim Finowie w składzie Kirvesniemi, Myllylä, Räsänen i Isometsä obronili tytuł wicemistrzów świata w sztafecie wywalczony dwa lata wcześniej. Najlepszym występem Jariego na tych mistrzostwach był bieg pościgowy, w którym zajął 6. miejsce. Dwa lata później, na mistrzostwach w Ramsau, w biegu pościgowym przegrał walkę o podium zaledwie o 0.9 sekundy z Włochem Fulvio Valbusą i ostatecznie zajął 4. miejsce. Fińska sztafeta tym razem zajęła 5. miejsce.
W 2001 roku zamieszany był wraz z innymi kolegami z reprezentacji (Harri Kirvesniemi, Janne Immonen, Mika Myllylä, Virpi Kuitunen i Milla Jauho) w największą aferę dopingową w historii fińskiego narciarstwa. Całej szóstce w czasie mistrzostw świata w Lahti udowodniono korzystanie z niedozwolonego preparatu HES. Wszyscy zostali zdyskwalifikowani na dwa lata. Isometsä stracił srebrny medal, który wywalczył w biegu łączonym na 20 km.
Po upływie zawieszenia w 2003 r. wrócił do uprawiania biegów, jednak nie osiągał tak dobrych wyników jak wcześniej. Po tym jak nie zakwalifikował się do reprezentacji Finlandii na igrzyska olimpijskie w Turynie zakończył karierę w styczniu 2006 r.
Najlepsze wyniki w Pucharze Świata osiągnął w sezonie 1999/2000, kiedy to w klasyfikacji generalnej zajął 2. miejsce, a w klasyfikacji średniodystansowej wywalczył małą kryształową kulę. Ponadto w sezonach 1993/1994 i 1995/1996 zajmował trzecie miejsce w klasyfikacji generalnej. Łącznie Isometsä 23 razy stawał na podium zawodów Pucharu Świata, w tym 4 razy zwyciężał.
Ma żonę Johannę oraz syna Eetu i córkę Aadę. Startował w wyborach do parlamentu w regionie Uusimaa, nie został jednak wybrany. Pracuje jako kierownik sprzedaży w fińskim klubie Honka Espoo.

## Osiągnięcia

### Igrzyska olimpijskie
| Miejsce | Dzień     | Rok  | Miejscowość | Konkurencja             | Czas biegu | Strata  | Zwycięzca       |
| ------- | --------- | ---- | ----------- | ----------------------- | ---------- | ------- | --------------- |
| 16.     | 13 lutego | 1992 | Albertville | 10 km stylem klasycznym | 27:36,0    | +1:58,4 | Vegard Ulvang   |
| 12.     | 15 lutego | 1992 | Albertville | 10+15 km pościgowy      | 1:05:37,9  | +2:48,1 | Bjørn Dæhlie    |
| 3.      | 18 lutego | 1992 | Albertville | Sztafeta 4 × 10 km      | 1:39:26,0  | +1:56,9 | Norwegia        |
| 22.     | 22 lutego | 1992 | Albertville | 50 km stylem dowolnym   | 2:03:41,5  | +8:22,0 | Bjørn Dæhlie    |
| 6.      | 14 lutego | 1994 | Lillehammer | 30 km stylem dowolnym   | 1:12:26,4  | +2:46,1 | Thomas Alsgaard |
| 23.     | 17 lutego | 1994 | Lillehammer | 10 km stylem klasycznym | 24:20,1    | +1:46,4 | Bjørn Dæhlie    |
| 3.      | 22 lutego | 1994 | Lillehammer | Sztafeta 4 × 10 km      | 1:41:15,0  | +1:00,6 | Włochy          |
| 4.      | 9 lutego  | 1998 | Nagano      | 30 km stylem klasycznym | 1:33:55,8  | +2:55,6 | Mika Myllylä    |
| 15.     | 12 lutego | 1998 | Nagano      | 10 km stylem klasycznym | 27:24,5    | +1:12,2 | Bjørn Dæhlie    |
| 8.      | 14 lutego | 1998 | Nagano      | 10+15 km pościgowy      | 1:07:01,7  | +1:17,7 | Thomas Alsgaard |
| 3.      | 17 lutego | 1998 | Nagano      | Sztafeta 4 × 10 km      | 1:40:55,7  | +1:19,8 | Norwegia        |

### Mistrzostwa świata
| Miejsce | Dzień     | Rok  | Miejscowość   | Konkurencja             | Czas biegu | Strata  | Zwycięzca                     |
| ------- | --------- | ---- | ------------- | ----------------------- | ---------- | ------- | ----------------------------- |
| 3.      | 15 lutego | 1991 | Val di Fiemme | Sztafeta 4 × 10 km      | 1:39:47,3  | +2:24,7 | Norwegia                      |
| 15.     | 22 lutego | 1993 | Falun         | 10 km stylem klasycznym | 24:51,6    | +1:00,6 | Sture Sivertsen               |
| 13.     | 24 lutego | 1993 | Falun         | 10+15 km pościgowy      | 1:01:45,0  | +2:07,8 | Bjørn Dæhlie Władimir Smirnow |
| 4.      | 26 lutego | 1993 | Falun         | Sztafeta 4 × 10 km      | 1:44:14,9  | +2:22,7 | Norwegia                      |
| 9.      | 9 marca   | 1995 | Thunder Bay   | 30 km stylem klasycznym | 1:15:52,3  | +3:51,5 | Władimir Smirnow              |
| 8.      | 11 marca  | 1995 | Thunder Bay   | 10 km stylem klasycznym | 24:52,3    | +53,7   | Władimir Smirnow              |
| 3.      | 13 marca  | 1995 | Thunder Bay   | 10+15 km pościgowy      | 1:06:19,5  | +10,5   | Władimir Smirnow              |
| 2.      | 17 marca  | 1995 | Thunder Bay   | Sztafeta 4 × 10 km      | 1:34:27,1  | +43,4   | Norwegia                      |
| 11.     | 19 marca  | 1995 | Thunder Bay   | 50 km stylem dowolnym   | 1:56:36,0  | +4:24,5 | Silvio Fauner                 |
| 14.     | 21 lutego | 1997 | Trondheim     | 30 km stylem dowolnym   | 1:06:28,2  | +2:07,3 | Aleksiej Prokurorow           |
| 14.     | 24 lutego | 1997 | Trondheim     | 10 km stylem klasycznym | 23:41,8    | +1:07,7 | Bjørn Dæhlie                  |
| 6.      | 25 lutego | 1997 | Trondheim     | 10+15 km pościgowy      | 1:00:11,1  | +1:18,9 | Bjørn Dæhlie                  |
| 2.      | 28 lutego | 1997 | Trondheim     | Sztafeta 4 × 10 km      | 1:37:06,1  | +2:11,2 | Norwegia                      |
| 13.     | 2 marca   | 1997 | Trondheim     | 50 km stylem klasycznym | 2:16:37,5  | +7:40,8 | Mika Myllylä                  |
| 11.     | 22 lutego | 1999 | Ramsau        | 10 km stylem klasycznym | 24:19,2    | +50,0   | Mika Myllylä                  |
| 4.      | 23 lutego | 1999 | Ramsau        | 10+15 km pościgowy      | 1:05:54,9  | +23,6   | Thomas Alsgaard               |
| 5.      | 26 lutego | 1999 | Ramsau        | Sztafeta 4 × 10 km      | 1:35:07,5  | +1:48,8 | Austria                       |
| 14.     | 28 lutego | 1999 | Ramsau        | 50 km stylem klasycznym | 2:18:08,7  | +5:40,1 | Mika Myllylä                  |
| 2.      | 17 lutego | 2001 | Lahti         | 2x10 km łączony         | 47:15,5    | +9,4    | Per Elofsson                  |

### Puchar Świata

#### Miejsca w klasyfikacji generalnej
- sezon 1989/1990: 40.
- sezon 1991/1992: 22.
- sezon 1992/1993: 22.
- sezon 1993/1994: 3.
- sezon 1994/1995: 5.
- sezon 1995/1996: 3.
- sezon 1996/1997: 6.
- sezon 1997/1998: 5.
- sezon 1998/1999: 8.
- sezon 1999/2000: 2.
- sezon 2000/2001: 53.
- sezon 2002/2003: 78.
- sezon 2003/2004: 119.

#### Zwycięstwa w zawodach
| Nr | Dzień     | Rok  | Miejscowość | Konkurencja           | Czas biegu  |
| -- | --------- | ---- | ----------- | --------------------- | ----------- |
| 1. | 3 marca   | 1996 | Lahti       | 30 km stylem dowolnym | 1:14:48.4 h |
| 2. | 5 lutego  | 2000 | Lillehammer | 2x10 łączony          | 49:48.2 min |
| 3. | 16 lutego | 2000 | Ulrichen    | 10 km stylem dowolnym | 23:47.7 min |
| 4. | 19 marca  | 2000 | Bormio      | 15 km stylem dowolnym | 1:04:10.7 h |

#### Miejsca na podium
| Nr  | Dzień        | Rok  | Miejscowość      | Konkurencja             | Czas biegu  | Pozycja | Strata      | Zwycięzca         |
| --- | ------------ | ---- | ---------------- | ----------------------- | ----------- | ------- | ----------- | ----------------- |
| 1.  | 21 grudnia   | 1993 | Dobbiaco         | 10 km stylem klasycznym | 24:02.8 min | 2       | +18.0 s     | Władimir Smirnow  |
| 2.  | 17 grudnia   | 1994 | Sappada          | 15 km stylem dowolnym   | 34:55.5 min | 3       | +47.6 s     | Bjørn Dæhlie      |
| 3.  | 14 stycznia  | 1995 | Nové Město       | 15 km stylem klasycznym | 37:32.7 min | 2       | +23.0 s     | Harri Kirvesniemi |
| 4.  | 27 stycznia  | 1995 | Lahti            | 15 km stylem dowolnym   | 37:31.2 min | 3       | +28.4 s     | Władimir Smirnow  |
| 5.  | 29 stycznia  | 1995 | Lahti            | 15 km stylem klasycznym | 38:57.2 min | 2       | +1:04.4 s   | Władimir Smirnow  |
| 6.  | 13 marca     | 1995 | Thunder Bay      | 10+15 km pościgowy      | 1:06:19.5 h | 2       | +10.5 s     | Władimir Smirnow  |
| 7.  | 29 listopada | 1995 | Gällivare        | 15 km stylem dowolnym   | 35:56.0 min | 2       | +36.8 s     | Bjørn Dæhlie      |
| 8.  | 16 grudnia   | 1995 | Santa Caterina   | 15 km stylem dowolnym   | 1:01:25.2 h | 2       | +53.7 s     | Bjørn Dæhlie      |
| 9.  | 13 stycznia  | 1996 | Nové Město       | 15 km stylem klasycznym | 40:11.3 min | 2       | +17.4 s     | Władimir Smirnow  |
| 10. | 2 lutego     | 1996 | Seefeld in Tirol | 10 km stylem dowolnym   | 22:58.2 min | 3       | +21.4 s     | Bjørn Dæhlie      |
| 11. | 3 marca      | 1996 | Lahti            | 30 km stylem dowolnym   | 1:14:48.4 h | 1       | -           | -                 |
| 12. | 9 marca      | 1996 | Falun            | 10 km stylem dowolnym   | 22:00.0 min | 3       | +24.7 s     | Władimir Smirnow  |
| 13. | 10 marca     | 1996 | Falun            | 15 km stylem klasycznym | 1:00:16.3 h | 3       | +1:12.2 min | Władimir Smirnow  |
| 14. | 23 listopada | 1996 | Kiruna           | 10+15 km pościgowy      | 26:15.1 min | 2       | +26.3 s     | Bjørn Dæhlie      |
| 15. | 11 stycznia  | 1997 | Hakuba           | 10 km stylem klasycznym | 28:20.2 min | 3       | +17.5 s     | Silvio Fauner     |
| 16. | 12 stycznia  | 1997 | Hakuba           | 15 km stylem dowolnym   | 1:06:22.8 h | 3       | +20.6 s     | Silvio Fauner     |
| 17. | 8 stycznia   | 1998 | Ramsau           | 15 km stylem klasycznym | 36:22.6 min | 3       | +18.8 s     | Thomas Alsgaard   |
| 18. | 13 grudnia   | 1998 | Dobbiaco         | 15 km stylem klasycznym | 1:01:20.5 h | 3       | +8.8 s      | Bjørn Dæhlie      |
| 19. | 14 lutego    | 1999 | Seefeld in Tirol | 10 km stylem dowolnym   | 26:08.5 min | 3       | +16.0 s     | Mika Myllylä      |
| 20. | 5 lutego     | 2000 | Lillehammer      | 2x10 łączony            | 49:48.2 min | 1       | -           | -                 |
| 21. | 16 lutego    | 2000 | Ulrichen         | 10 km stylem dowolnym   | 23:47.7 min | 1       | -           | -                 |
| 22. | 26 lutego    | 2000 | Falun            | 15 km stylem dowolnym   | 36:11.5 min | 2       | +29.1 s     | Johann Mühlegg    |
| 23. | 19 marca     | 2000 | Bormio           | 15 km stylem dowolnym   | 1:04:10.7 h | 1       | -           | -                 |